# P-تولوئن‌سولفونیل هیدرازید
P-تولوئن‌سولفونیل هیدرازید (به انگلیسی: P-Toluenesulfonyl hydrazide) ترکیبی آلی با فرمول شیمیایی CH3C6H4SO2NHNH2 است. این ماده به صورت جامد سفید رنگ است که در بسیاری از حلال‌های آلی محلول بوده اما در آب یا آلکان‌ها قابل حل نیست. این ترکیب یک واکنشگر در سنتز آلی است.

## سنتز
تولوئن‌سولفونیل هیدرازید از واکنش یک تولوئن‌سولفونیل کلرید با هیدرازین تهیه می‌شود:
CH3C6H4SO2Cl + 2 NH2NH2 → CH3C6H4SO2NHNH2 + + [NH2NH3]Cl